# Cetea, Alba
Cetea (în maghiară Csaklya) este un sat în comuna Galda de Jos din județul Alba, Transilvania, România.

## Obiectiv memorial
Monumentul Eroilor Români din Primul și Al Doilea Război Mondial. Monumentul este de tip obelisc și se află amplasat în cimitirul Bisericii Ortodoxe din satul Cetea. Obeliscul a fost dezvelit în anul 1971, pentru cinstirea memoriei eroilor căzuți în cele Două Războaie Mondiale. Acesta este realizat din ciment, mozaic și marmură, fiind înălțat prin stăruința locuitorilor satului. Pe placa de marmură de pe fațada obeliscului se află două înscrisuri: „Ridicat în cinstea eroilor căzuți pentru apărarea patriei, 1914-1918, 1941-1945“ și „Ridicat prin părinți, soții, copii și frați“.

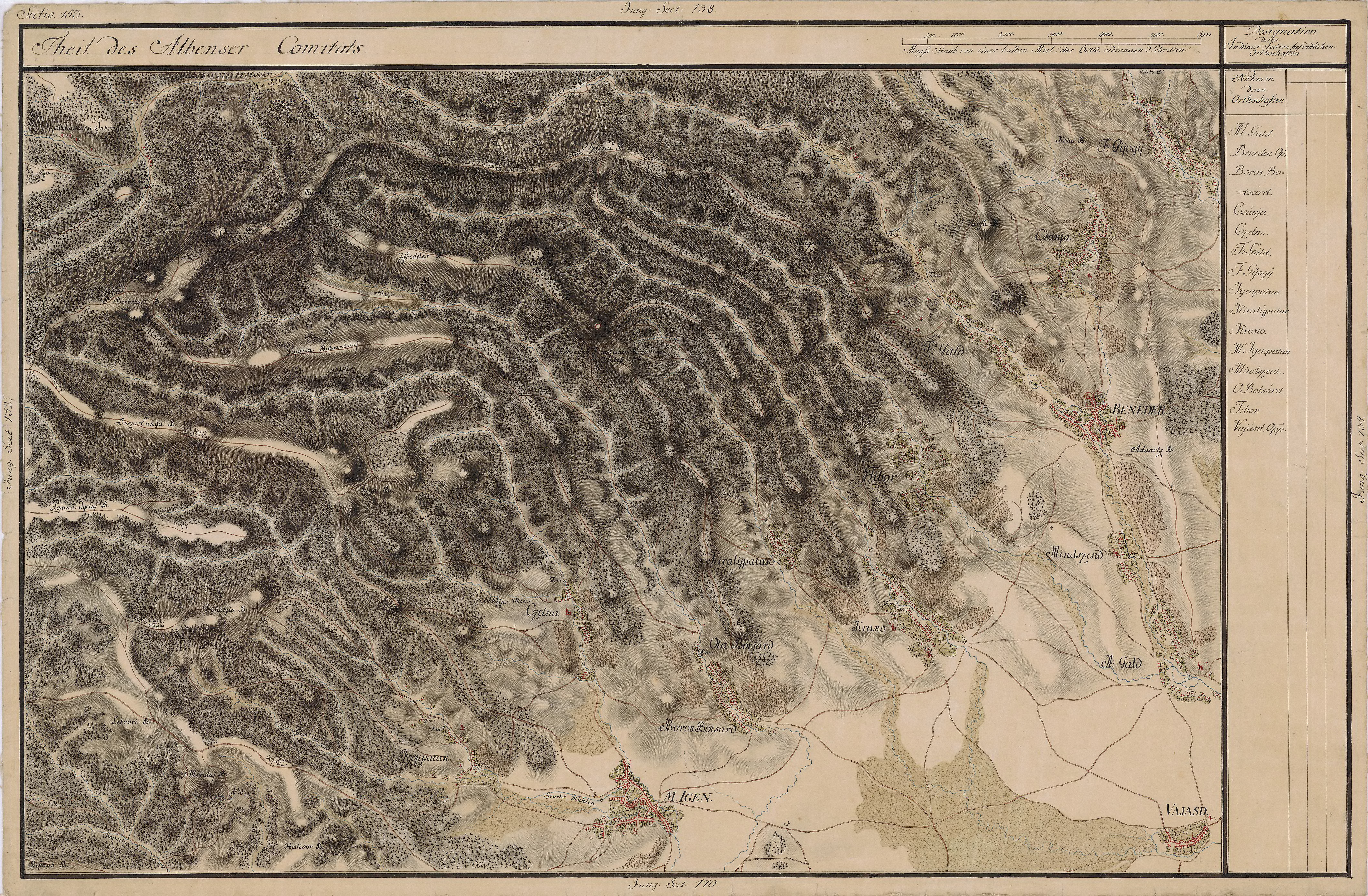
Cetea în Harta Iosefină a Transilvaniei, 1769-73